# Georges Humbert
Georges Humbert   (Sainte-Croix, 10 d'agost de 1870 - Neuchâtel, 1 de gener de 1936) (Sainte-Croix (Vaud), 1870 - Neuchâtel, 1936) fou un musicògraf i organista suís.
Va fer els seus estudis literaris en la Universitat de Ginebra i els musicals en els conservatoris de Leipzig i de Brussel·les i en la Reial Acadèmia de Berlín. De retorn a la seva pàtria fou nomenat professor d'història de la música del Conservatori de Ginebra (1892), càrrec que desenvolupà fins al 1912. A més va ésser, organista i mestre de capella de Nostra Senyora de la mateixa ciutat (1892/96), fou director dels concerts simfònics de Lausana (1893-1901) i, finalment, organista del temple de Morges. El 1893 fundà la Gazette Musicale de la Suisse Romande i des de 1908 dirigí la important revista La Vie Musicale.
Va traduir al francès diverses obres de Hugo Riemann: Dictionnaire de la musique (1899; 2.ª ed., 1912); L'harmonie simplifiée (1899), i Eléments de l'esthétique musicale (1906). Entre les seves obres originals figuren: Notes pour servir à l'étude de l'histoire de la musique (1904) i nombrosos articles tècnics i crítics.